# Vinnie Johnson (Musiker)
Vinton „Vinnie“ Johnson (* 1937; † 2. Juni 2012) war ein US-amerikanischer Jazz-Schlagzeuger.

## Leben
Johnson spielte ab Ende der 1960er Jahre in der Jazzrock-Formation Stark Reality, der auch der Gitarrist John Abercrombie angehörte. 1972 nahm er mit dem Pianisten und Arrangeur Mait Edey auf (Birigwa). In den 1980er Jahren folgten Aufnahmen mit Michel Herr, Emil Viklický, Bill Frisell, Kermit Driscoll (Dveře/Door). Er wirkte 1980 bei Milt Jacksons Album High Fly mit und spielte im Quartett von Olivier Peters; 1981 nahm er mit Tal Farlow dessen Concord-Album Cookin’ On All Burners auf. Ende der 1980er Jahre arbeitete er mit Hank Roberts und Stanton Davis. Um 1990 spielte Johnson u. a. mit dem Art Ensemble of Chicago und in Lester Bowies Brass Fantasy.

## Diskografische Hinweise
- Stark Reality: Stark Reality Discovers Hoagy Carmichael’s Music Shop (1970)
- Art Ensemble of Chicago: Live at the Eight Tokyo Music Joy 1990
- Lester Bowie: Serious Fun (DIW Records, 1989)
- Lester Bowie: My Way (DIW, 1990)
- Stanton Davis, Jr.: Manhattan Melody (Enja, 1988)
- Michel Herr, Bill Frisell, Vinton Johnson, Kermit Driscoll: Good Buddies (EMI Belgium, 1978)
- Olivier Peters: Villages of Spring (1980)
- Hank Roberts: Birds of Prey (Winter & Winter, 1990)
- Emil Viklický, Bill Frisell, Kermit Driscoll, Vinton Johnson: Dveře/Door (Supraphon, 1985)